# NDUFB3
NDUFB3 (англ. NADH:ubiquinone oxidoreductase subunit B3) – білок, який кодується однойменним геном, розташованим у людей на короткому плечі 2-ї хромосоми.  Довжина поліпептидного ланцюга білка становить 98 амінокислот, а молекулярна маса — 11 402.
| 10         |  | 20         |  | 30         |  | 40         |  | 50         |
| ---------- |  | ---------- |  | ---------- |  | ---------- |  | ---------- |
| MAHEHGHEHG |  | HHKMELPDYR |  | QWKIEGTPLE |  | TIQKKLAAKG |  | LRDPWGRNEA |
| WRYMGGFAKS |  | VSFSDVFFKG |  | FKWGFAAFVV |  | AVGAEYYLES |  | LNKDKKHH   |

A: Аланін

D: Аспарагінова кислота

E: Глутамінова кислота

F: Фенілаланін

G: Гліцин

H: Гістидин

I: Ізолейцин

K: Лізин

L: Лейцин

M: Метіонін

N: Аспарагін

P: Пролін

Q: Глутамін

R: Аргінін

S: Серин

T: Треонін

V: Валін

W: Триптофан

Задіяний у таких біологічних процесах як транспорт, транспорт електронів, дихальний ланцюг, ацетиляція. 
Локалізований у мембрані, мітохондрії, внутрішній мембрані мітохондрії.